# Mnożyca

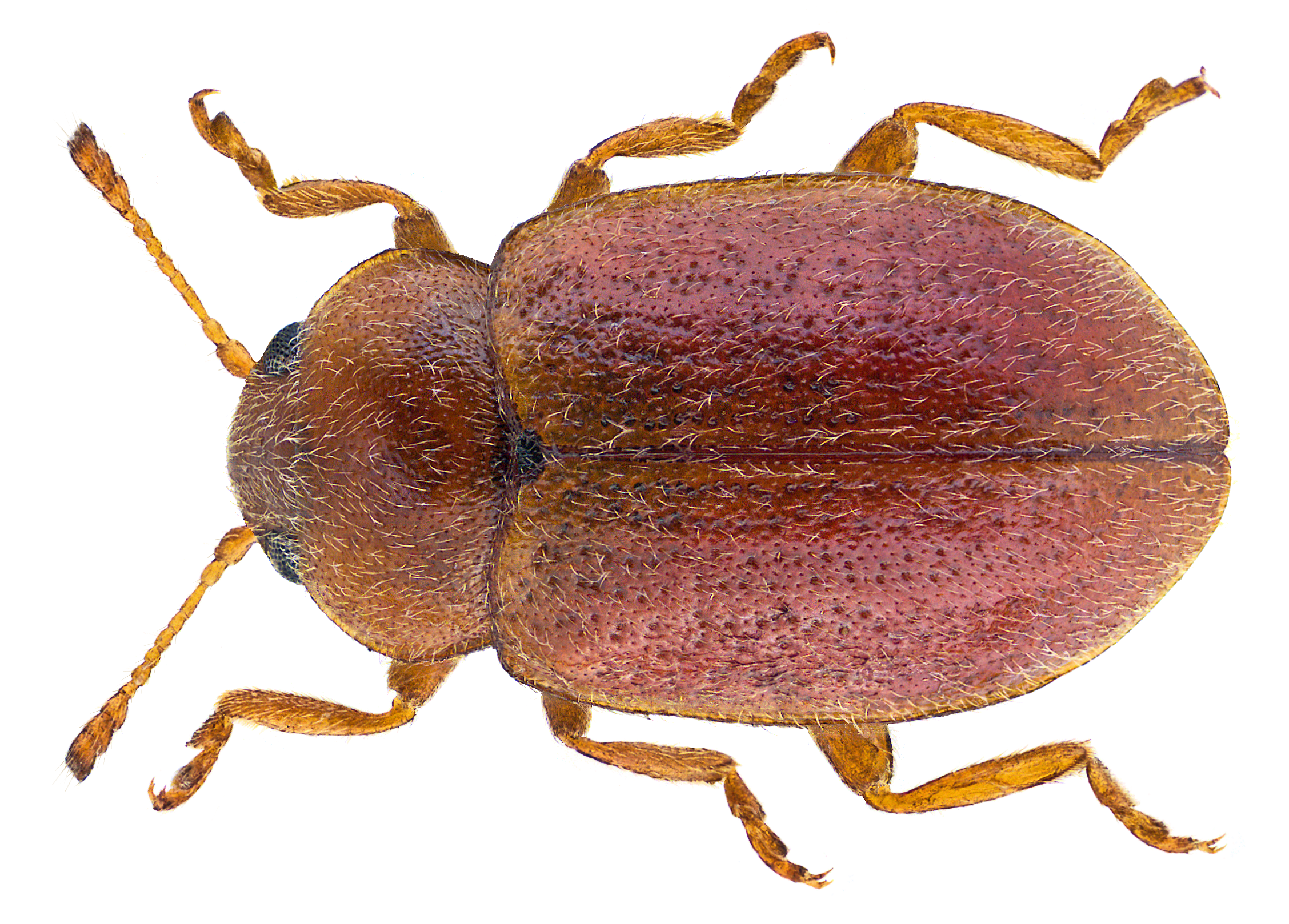
Mnożyca rdzawa, imago

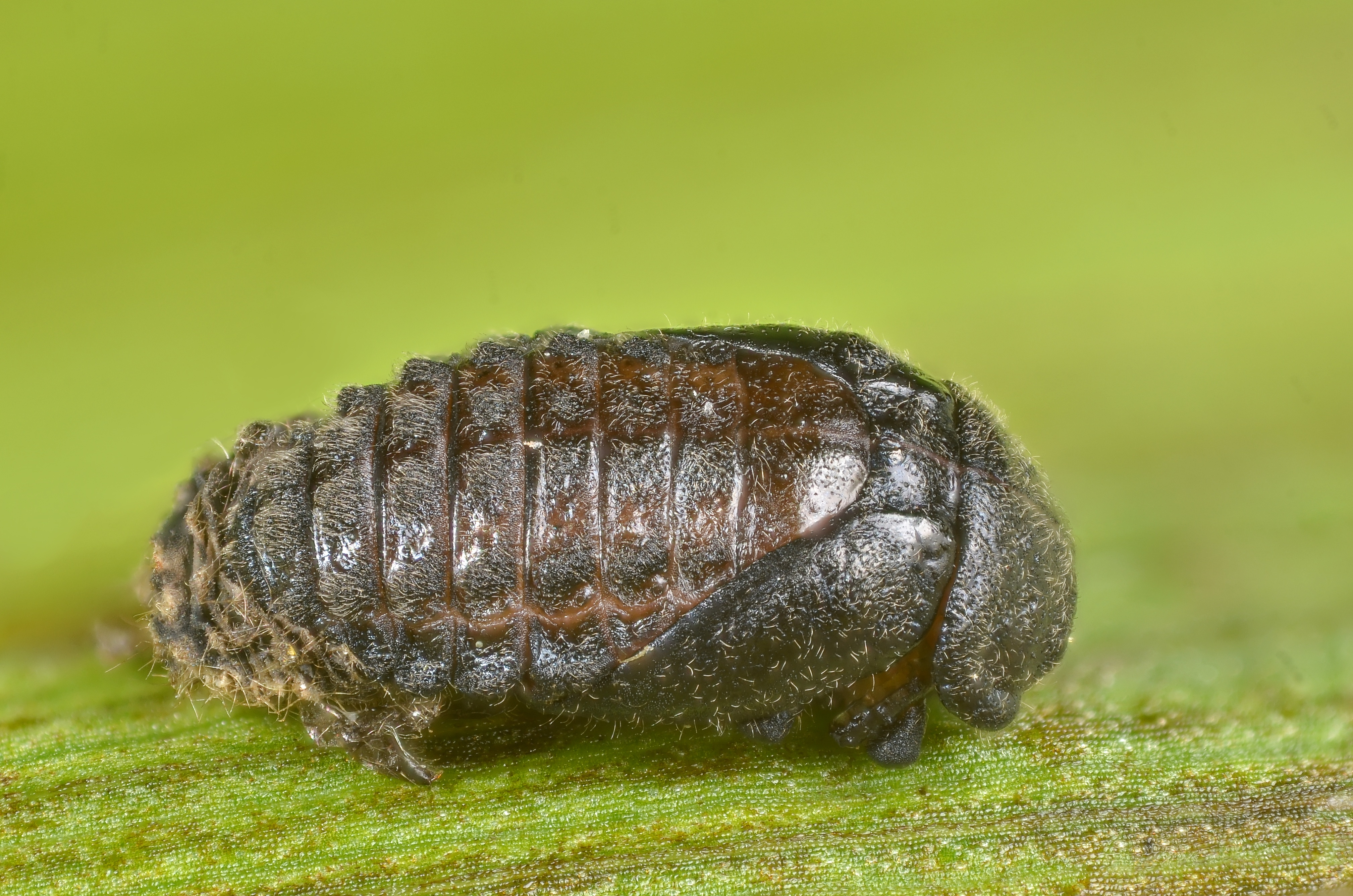
Mnożyca rdzawa, poczwarka

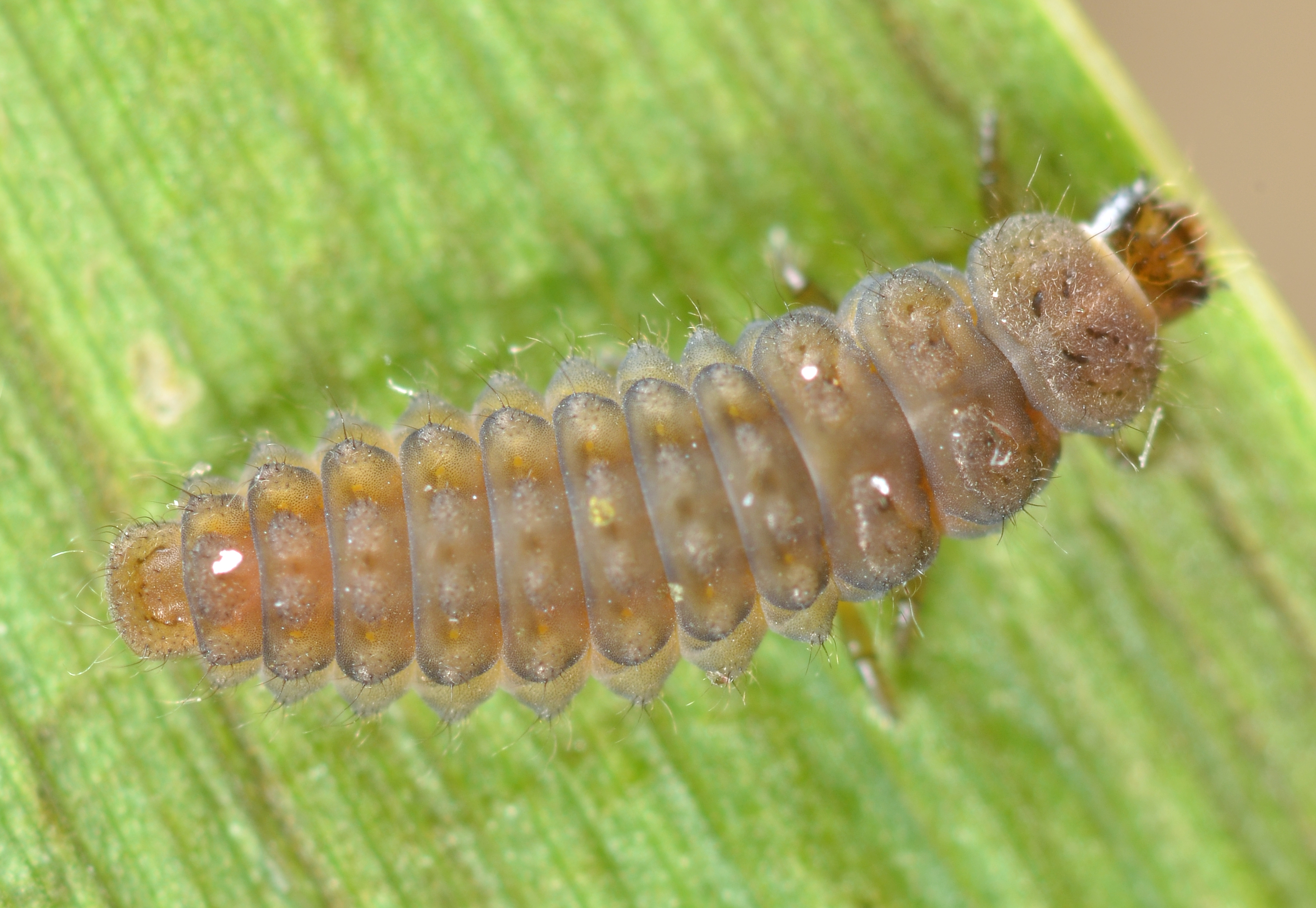
Mnożyca rdzawa, larwa

Mnożyca (Coccidula) – rodzaj chrząszczy z rodziny biedronkowatych. Obejmuje pięć opisanych gatunków. Występują w Holarktyce, głównie w krainie palearktycznej. Bytują wśród roślinności trawiastej i zielnej. Ciało mają podługowato-owalne, spłaszczone, ubarwione od żółtopomarańczowego do czerwonorudego, czasem z czarnym wzorem.

## Morfologia
Chrząszcze o spłaszczonym ciele długości od 2,5 do 4,2 mm. Zarys ciała jest podługowato-owalny z równoległymi bokami. Ubarwienie jest od żółtopomarańczowego do czerwonorudego, jednolite albo z czarnymi plamkami lub znakami. Wierzch ciała pokrywają punkty szczecinkowe (chetopory) o dwóch różnych rozmiarach.
Duże oczy złożone buduje 7 lub 8 fasetek. Długie czułki zbudowane są z jedenastu członów, z których trzy ostatnie tworzą luźną i niesymetryczną buławkę. Miejsca osadzenia czułków niewidoczne są od góry, a płytkie rowki do ich chowania ciągną się na spodzie głowy do tylnej krawędzi oka. Odsłonięta warga górna ma prostą krawędź przednią. Niesymetryczne żuwaczki mają dobrze rozwinięte prosteki, ząbek u nasady części molarnej i rozdwojone wierzchołki. Szczęki mają pieńki z wyraźnymi rowkami na głaszczki, a żuwki wewnętrzne z kilkoma ostrogami i sztywnymi szczecinkami w szczytowej połowie zewnętrznego brzegu. Czteroczłonowe głaszczki szczękowe mają człon drugi lekko ku szczytowi rozszerzony, trzeci prawie trójkątny, a wierzchołkowy lekko toporowaty. Warga dolna ma prawie kwadratowy przedbródek, trapezowatą bródkę i szeroki podbródek. Trójczłonowe głaszczki wargowe mają dwa ostatnie człony podobnych wymiarów.
Przedplecze ma powierzchnię porośniętą skierowanymi ku przodowi włoskami. Przednia jego krawędź jest szeroko wykrojona, kąty przednie szeroko zaokrąglone, brzegi boczne wyraźnie obrzeżone i rozpłaszczone, kąty tylne spiczaste, a krawędź tylna nieobrzeżona. Brak jest dołków na podgięciach przedplecza. Obrys tarczki jest pięciokątny. Pokrywy mają powierzchnię pokrytą punktami dwojakiego rozmiaru, z którym mniejsze rozmieszczone są bezładnie, a większe ułożone w dziewięć nieregularnych rzędów, oraz porośniętą skierowanymi ku tyłowi włoskami. Podgięcia pokryw sięgając do nasady czwartego z widocznych sternitów odwłoka są niepełne oraz pozbawione dołków. Tylnych skrzydeł brak u C. litophiloides, natomiast u pozostałych gatunków są dobrze wykształcone.
Przedpiersie ma obrzeżony, prosty do lekko wykrojonego brzeg przedni. Wyrostek przedpiersia może mieć boczne żeberka lub gładką powierzchnię; wchodzi on w głębokie wcięcie pośrodku śródpiersia (mezowentrytu). Linie udowe na zapiersiu (metawentrycie) są pełne po bokach i łączą się pośrodku.
Odnóża przedniej pary mają po jednej, a pozostałych par po dwóch ostrogach na wierzchołkach goleni. Czteroczłonowe stopy mają człon pierwszy niemal trójkątnie rozszerzony, a człon drugi wydłużony, płatowaty i na szczycie ścięty – cechy te różnią mnożyce od podobnego rodzaju Tetrabrachys.
Odwłok ma sześć widocznych od zewnątrz sternitów (wentrytów), z których pierwszy jest tak długi jak trzy następne razem wzięte, przedostatni jest zaokrąglony u samic i ścięty u samców, a ostatni zaokrąglony u obu płci. Dziewiąte sternum samca ma nierozszerzoną u wierzchołka apodemę. Genitalia samca cechują się symetrycznym tegmenem o paramerach połączonych stawowo z płatem środkowym oraz smukłym prąciem z niesymetryczną kapsułą (ramię zewnętrzne uwstecznione) i spiczastym wierzchołkiem. Genitalia samicy odznaczają się robakowatą spermateką z małymi i wydłużonymi gruczołami dodatkowymi, brakiem infundibulum oraz wydłużonym i zaokrąglonym na szczycie proktigerem. Pokładełko ma wydłużone gonokoksyty o prawie trójkątnym zarysie i małych stylikach z kilkoma szczecinkami.

## Ekologia i występowanie
Chrząszcze te zasiedlają pobrzeża wód, torfowiska, mokradła, wilgotne łąki, polany i zarośla, śródlądowe wydmy i pola uprawne. Bytują na roślinności trawiastej oraz rosnących wśród niej roślinach zielnych. Zarówno larwy jak i owady dorosłe są drapieżnikami żerującymi na mszycach (afidofagia) występujących na tej roślinności. Ich łupem pada m.in. mszyca śliwowo-trzcinowa. Jaja składają na roślinach pokarmowych mszyc. U gatunków europejskich cykl życiowy jest jednoroczny. Zimowanie postaci dorosłych odbywa się w ściółce i pod korą starych drzew.
Rodzaj holarktyczny. C. lepida występuje w północnej części krainy nearktycznej, zaś pozostałe gatunki w krainie palearktycznej; wszystkie występują w jej części azjatyckiej, natomiast w Afryce Północnej i niemal całej Europie, w tym w Polsce, spotyka się mnożycę rdzawą i mnożycę szuwarówkę.

## Taksonomia
Gatunki mnożyc w XVIII wieku umieszczono w takich rodzajach jak Chrysomela, Silpha, Nitidula i Dermestes. Wyróżnienia rodzaju Coccidula dokonał w 1798 roku Johann Gottlieb Kugelann. Dopiero w 1874 roku George Robert Crotch dokonał wyznaczenia C. scutellata jego gatunkiem typowym. W systemach z drugiej połowy XX wieku i początku wieku XXI rodzaj ten umieszczano zwykle w podrodzinie Coccidulinae. W pierwszej dekadzie XXI wieku rozpoznano brak odzwierciedlania filogenezy przez dawne podziały biedronkowatych na podrodziny i ograniczono się do wyróżniania tylko dwóch podrodzin, z których Coccinellinae objęły plemię Coccidulini. Ainsley Seago i współpracownicy w 2011 roku na podstawie molekularno-morfologicznej analizy filogenetycznej zsynonmizowali Coccidulini ze Scymnini, jednak już analizy filogenetyczne Jamesa A. Roberstona i innych z 2015 roku oraz Che Lihenga i innych z 2021 roku rozpoznają odrębność tych plemion.
Do rodzaju tego należy pięć opisanych gatunków:
- Coccidula lepida LeConte, 1852
- Coccidula litophiloides Reitter, 1890
- Coccidula reitteri Dodge, 1938
- Coccidula rufa (Herbst, 1783) – mnożyca rdzawa
- Coccidula scutellata (Herbst, 1783) – mnożyca szuwarówka